# Obergruppenführer

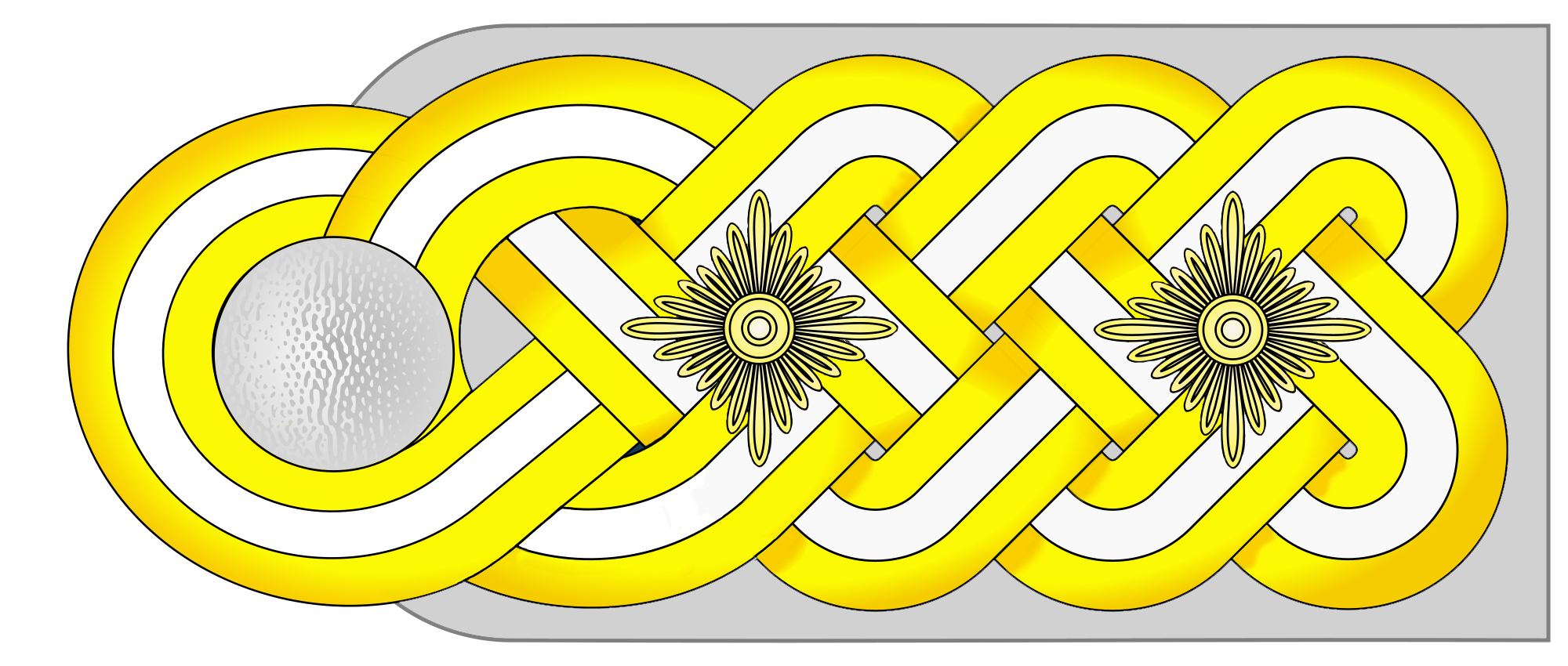
Galó d'un Obergruppenführer

Obergruppenführer era tant un rang paramilitar del Partit Nazi creat el 1932 com un rang de les SA, i fins al 1942 era el màxim rang de les SS, només per sota del rang de Reichsführer-SS (Heinrich Himmler). Traduït com a «Líder Superior de Grup», el rang de SA-Obergruppenführer va ser lluït pels membres del Oberste SA-Führung (Comandament Superior de les SA), i així com per comandants veterans de certs (Grups SA). El rang d'Obergruppenführer va ser considerat un rang superior a l'antic rang de Gruppenführer.
Com a rang de les SS, va ser creat donat el creixement i l'expansió de les SS sota Heinrich Himmler. Himmler va ser un dels primers oficials de les SS nomenat pel rang de SS-Obergruppenführer, i lluí el rang mentre simultàniament servia com a Reichsführer-SS. Llavors Reichsführer era només un títol, i no un veritable rang.

Emblema de coll d'un Obergruppenführer

Durant els primers temps de les SS, el rang d'Obergruppenführer va ser emprat ocasionalment per fer als dos líders de les SS iguals en rang, i així prevenir una lluita de poder dins del Partit Nazi. Aquest va ser el cas de Kurt Daluege, qui comandà las SS a la regió de Berlín entre 1930 i 1934. Per evitar tenir les SS tallades en dues entitats separades, una amb base al nord d'Alemanya i l'altre a Baviera, promogué al nou rang d'Obergruppenführer, que l'equiparava en rang a Himmler.
Després de la Nit dels ganivets llargs, les SS i les SA esdevingueren dues organitzacions completament separades. Les SA continuaven emprant el rang d'Obergruppenführer, però el títol guanya preminència a les SS. Amb el Partit Nazi al poder, i amb les SS com una organització estatal, SS-Obergruppenführer va ser considerat com el rang màxim de les SS, a excepció del rang especial de Himmler de Reichsführer-SS. Amb la creació de les Waffen-SS, el rang va ser considerat equivalent a General.
98 homes van ascendir a SS-Obergruppenführer, 21 dels quals servien a les Waffen-SS. El rang romandria com el rang superior per un General de les SS, fins que es creà el rang de SS-Oberstgruppenführer.
El rang de Obergruppenführer va ser lluït per una sèrie de figures notòries a les SS, com Oswald Pohl, Reinhard Heydrich i Ernst Kaltenbrunner. Karl Wolff va ser un altre SS-Obergruppenführer, el qual va ser capturat viu pels aliats després de la Segona Guerra Mundial. SS-Obergruppenführer també era el rang habitual pels caps de la policia, així com pels comandants de divisió de les Waffen-SS.